# Танака, Хитоми
Хитоми Танака (яп. 田中 瞳 Танака Хитоми, 18 июля 1986) — японская порноактриса и фотомодель, снимающаяся для мужских журналов (gravure idol). Известна как обладательница большой натуральной груди.

## Биография
Хитоми Танака родилась в префектуре Кумамото. Карьеру начала в ноябре 2007 года, снявшись в эротическом видео «Bakunyū J no Shōgeki Shitakenbun» (爆乳Ｊの衝撃下検分). В 2008 году снялась в порнофильме студии Soft On Demand «Geinōjin Hitomi: Shōgeki no AV Debut» (芸能人 Hitomi 衝撃のAVデビュー). Дебют Танаки был удачен — в рейтинге сайта dmm.com, крупного японского интернет-ресурса, посвящённого порноиндустрии, она заняла шестое место по продажам во второй половине 2008 года. В августе 2009 года студия выпустила видео «Hitomi Premium Collection 8 Hours» — сборник всех порнофильмов Хитоми.
В марте 2009 года Танака вместе с Сасой Хандой, другой порноактрисой, снимающейся в фильмах студии Soft on Demand, приняла участие в Шанхайском фестивале фильмов для взрослых (яп. 上海成人展 Сянхай сэйдзин тэн). В августе того же года Танака перешла в компанию Arashi-Supergirl, которая является частью крупной японской корпорации Hokuto, специализирующейся на порнофильмах (ей, в частности, принадлежит сайт dmm.com). В 2010 году Танака снималась в фильмах компаний Oppai и Moodys, тоже принадлежащих корпорации Hokuto. В 2012 году она начала сотрудничать с американской компанией Scoreland. По состоянию на начало 2012 года снялась более чем в сотне порнофильмов. В марте 2022 года объявила о завершении карьеры в порнофильмах.